# يوهانس ديرك بلومن
يوهانس ديرك بلومن (بالهولندية: Johannes Dirk Bloemen)‏ (26 مارس 1864 – 15 مارس 1939) هو سبّاح هولندي راحل، مثّل بلاده في الألعاب الأولمبية الصيفية 1900.

## روابط خارجية
يوهانس ديرك بلومن على موقع أوليمبيديا (الإنجليزية)